# سهل القراعى (مبين)

تعديل مصدري - تعديل

سهل القراعى هي إحدى قرى عزلة الادبعة بمديرية مبين التابعة لمحافظة حجة، بلغ تعداد سكانها 834 نسمة حسب تعداد اليمن لعام 2004.